# Solenobia larviformis
Solenobia larviformis är en fjärilsart som beskrevs av Günther Enderlein 1912. Solenobia larviformis ingår i släktet Solenobia och familjen säckspinnare. Inga underarter finns listade i Catalogue of Life.